# Lijst van nummer 1-hits in de Vlaamse top 10 in 2020
Deze hits stonden in 2020 op nummer 1 in de Vlaamse top 50 van Ultratop.
| Datum        | Artiest                        | Titel                   |
| ------------ | ------------------------------ | ----------------------- |
| 4 januari    | Bazart                         | Maanlicht               |
| 11 januari   | Bazart                         | Maanlicht               |
| 18 januari   | Bazart                         | Maanlicht               |
| 25 januari   | Bazart                         | Maanlicht               |
| 1 februari   | Bazart                         | Maanlicht               |
| 8 februari   | Bazart                         | Maanlicht               |
| 15 februari  | Bazart                         | Maanlicht               |
| 22 februari  | Bazart                         | Maanlicht               |
| 29 februari  | Bazart                         | Maanlicht               |
| 7 maart      | Bazart                         | Maanlicht               |
| 14 maart     | Bazart                         | Maanlicht               |
| 21 maart     | Regi feat. Jake Reese & OT     | Kom wat dichterbij      |
| 28 maart     | Regi feat. Jake Reese & OT     | Kom wat dichterbij      |
| 4 april      | Regi feat. Jake Reese & OT     | Kom wat dichterbij      |
| 11 april     | Regi feat. Jake Reese & OT     | Kom wat dichterbij      |
| 18 april     | Regi feat. Jake Reese & OT     | Kom wat dichterbij      |
| 25 april     | Regi feat. Jake Reese & OT     | Kom wat dichterbij      |
| 2 mei        | Regi feat. Jake Reese & OT     | Kom wat dichterbij      |
| 9 mei        | Regi feat. Jake Reese & OT     | Kom wat dichterbij      |
| 16 mei       | Regi feat. Jake Reese & OT     | Kom wat dichterbij      |
| 23 mei       | Regi feat. Jake Reese & OT     | Kom wat dichterbij      |
| 30 mei       | Regi feat. Jake Reese & OT     | Kom wat dichterbij      |
| 6 juni       | Regi feat. Jake Reese & OT     | Kom wat dichterbij      |
| 13 juni      | Regi feat. Jake Reese & OT     | Kom wat dichterbij      |
| 20 juni      | Regi feat. Jake Reese & OT     | Kom wat dichterbij      |
| 27 juni      | Regi feat. Jake Reese & OT     | Kom wat dichterbij      |
| 4 juli       | Regi feat. Jake Reese & OT     | Kom wat dichterbij      |
| 11 juli      | Regi feat. Jake Reese & OT     | Kom wat dichterbij      |
| 18 juli      | Regi feat. Jake Reese & OT     | Kom wat dichterbij      |
| 25 juli      | Regi feat. Jake Reese & OT     | Kom wat dichterbij      |
| 1 augustus   | Regi feat. Jake Reese & OT     | Kom wat dichterbij      |
| 8 augustus   | Regi feat. Jake Reese & OT     | Kom wat dichterbij      |
| 15 augustus  | Regi feat. Jake Reese & OT     | Kom wat dichterbij      |
| 22 augustus  | Regi feat. Jake Reese & OT     | Kom wat dichterbij      |
| 29 augustus  | Regi feat. Jake Reese & OT     | Kom wat dichterbij      |
| 5 september  | Regi feat. Jake Reese & OT     | Kom wat dichterbij      |
| 12 september | Regi feat. Jake Reese & OT     | Kom wat dichterbij      |
| 19 september | Regi feat. Jake Reese & OT     | Kom wat dichterbij      |
| 26 september | Regi feat. Jake Reese & OT     | Kom wat dichterbij      |
| 3 oktober    | Regi & Camille                 | Vergeet de tijd         |
| 10 oktober   | Regi & Camille                 | Vergeet de tijd         |
| 17 oktober   | Regi & Camille                 | Vergeet de tijd         |
| 24 oktober   | Jaap Reesema & Pommelien Thijs | Nu wij niet meer praten |
| 31 oktober   | Regi & Camille                 | Vergeet de tijd         |
| 7 november   | Jaap Reesema & Pommelien Thijs | Nu wij niet meer praten |
| 14 november  | Regi & Camille                 | Vergeet de tijd         |
| 21 november  | Jaap Reesema & Pommelien Thijs | Nu wij niet meer praten |
| 28 november  | Jaap Reesema & Pommelien Thijs | Nu wij niet meer praten |
| 5 december   | Jaap Reesema & Pommelien Thijs | Nu wij niet meer praten |
| 12 december  | Jaap Reesema & Pommelien Thijs | Nu wij niet meer praten |
| 19 december  | Jaap Reesema & Pommelien Thijs | Nu wij niet meer praten |
| 26 december  | Jaap Reesema & Pommelien Thijs | Nu wij niet meer praten |

Lijsten van nummer 1-hits in de Radio 2 Top 30

1970 ·
1971 ·
1972 ·
1973 ·
1974 ·
1975 ·
1976 ·
1977 ·
1978 ·
1979 ·
1980 ·
1981 ·
1982 ·
1983 ·
1984 ·
1985 ·
1986 ·
1987 ·
1988 ·
1989 ·
1990 ·
1991 ·
1992 ·
1993 ·
1994 ·
1995 ·
1996 ·
1997 ·
1998 ·
1999 ·
2000 ·
2001 ·
2002 ·
2003 ·
2004 ·
2005 ·
2006 ·
2007 ·
2008 ·
2009 ·
2010 ·
2011 ·
2012 ·
2013 ·
2014 ·
2015 ·
2016 ·
2017 ·
2018 ·
2019 ·
2020 ·
2021 ·
2022 ·
2023 ·
2024 ·
2025
Lijsten van nummer 1-hits in de Ultratop 50 

1995 ·
1996 ·
1997 ·
1998 ·
1999 ·
2000 ·
2001 ·
2002 ·
2003 ·
2004 ·
2005 ·
2006 ·
2007 ·
2008 ·
2009 ·
2010 ·
2011 ·
2012 ·
2013 ·
2014 ·
2015 ·
2016 ·
2017 ·
2018 ·
2019 ·
2020 ·
2021 ·
2022 ·
2023 ·
2024 ·
2025
Lijsten van nummer 1-hits in de Vlaamse top 50

2001 ·
2002 ·
2003 ·
2004 ·
2005 ·
2006 ·
2007 ·
2008 ·
2009 ·
2010 ·
2011 ·
2012 ·
2013 ·
2014 ·
2015 ·
2016 ·
2017 ·
2018 ·
2019 ·
2020 ·
2021 ·
2022 ·
2023 ·
2024 ·
2025
- Nederland (Top 40)
- Nederland (Single Top 100)
- Nederland (538 Top 50)
- Nederland (3FM Mega Top 50)
- Nederland (3FM Mega Top 30)
- Nederland (Outlaw 41)
- Nederland (Verrukkelijke 15)
- Nederland (Graadmeter)
- Vlaanderen (Radio 2 Top 30)
- Vlaanderen (Ultratop 50)
- Vlaanderen (Top 30 van Ultratop)
- Wallonië
- Australië
- Canada
- Denemarken
- Duitsland
- Frankrijk
- Ierland
- Nieuw-Zeeland
- Noorwegen
- Oostenrijk
- Polen
- Verenigd Koninkrijk
- Verenigde Staten (Hot 100)
- Zweden
- Zwitserland